# Betulinsäure
Betulinsäure ist eine pentacyclische Triterpen-Carbonsäure (in der Untergruppe der Lupane), die als sekundärer Pflanzenstoff (Phytoalexin) hauptsächlich in der Rinde vieler verschiedener Pflanzenarten vorkommt.

## Vorkommen und Herstellung
Betulinsäure findet sich in vielen Pflanzenarten, insbesondere der Rinde von Bäumen aus den Familien der Platanengewächse, der Birkengewächse und der Ebenholzgewächse, z. B. mit etwa 2,5 Prozent in Rinde von Platanen (Platanus acerifolia) und zu einem geringen Prozentsatz in dem getrockneten Rindensaft von Birken (lat. Betula, daher der Name). Sie kann sowohl oxidativ aus Betulin hergestellt werden andererseits durch Extraktion und mehrfache Kristallisation aus Platanenrinde. Besondere Vorteile der Gewinnung aus Platanen sind fehlende Verunreinigung mit anderen Terpenen und ein relativ geringer Energieaufwand. Auf den Herstellungsprozess hat die Biosolutions Halle GmbH ein Patent. Das Patent des Extraktionsverfahrens wurde inzwischen vom Pharmahersteller Boehringer Ingelheim aufgekauft.

## Verwendung
Betulinsäure wirkt im Laborversuch hemmend gegenüber Melanomzellen (durch Einleitung des Zelltod-Programms), und HI-Viren (durch Hemmung der reversen Transkriptase). Sie bildet die Ausgangssubstanz für weiterentwickelte AIDS-Medikamente wie Bevirimat (PA-457), welches zurzeit klinisch getestet wird. Die Wirksamkeit von Betulinsäure gegen Dermatophyten und Plasmodien deutet auf den ursprünglichen Nutzen des Stoffes gegen Pilz- und Plasmodienbefall der Pflanze. Für die medizinische Anwendung gegen Malaria sind die erforderliche Dosis bzw. deren Nebenwirkungen aber zu hoch. Betulinsäure wird eine leberprotektive und anitiinflammatorische Wirkung zugeschrieben, außerdem einen Apoptose induzierenden Mechanismus. Bei letzterem wirkt Betulinsäure so auf die Mitochondrien, dass sie ihr Membranpotential verlieren und proapoptotische Faktoren (AIF, Endo G, Cyt c, SMAC) freisetzen, die wiederum Caspasen aktivieren und schlussendlich eine Apoptose herbeiführen. Dieses antitumorale Potenzial ist derzeit Gegenstand von Forschungen.
Als Phytotherapeutikum war Episalvan bis 2022 von der EMA zugelassen. Episalvan ist ein Gel mit 10 % Birkenrindenextrakt, wobei das Extrakt selbst zu 72–88 % Betulin besteht. Es wird lokal auf Wunden aufgetragen und bewirkt eine beschleunige Wundheilung der oberen Hautschichten.